# Upiór (wiersz)

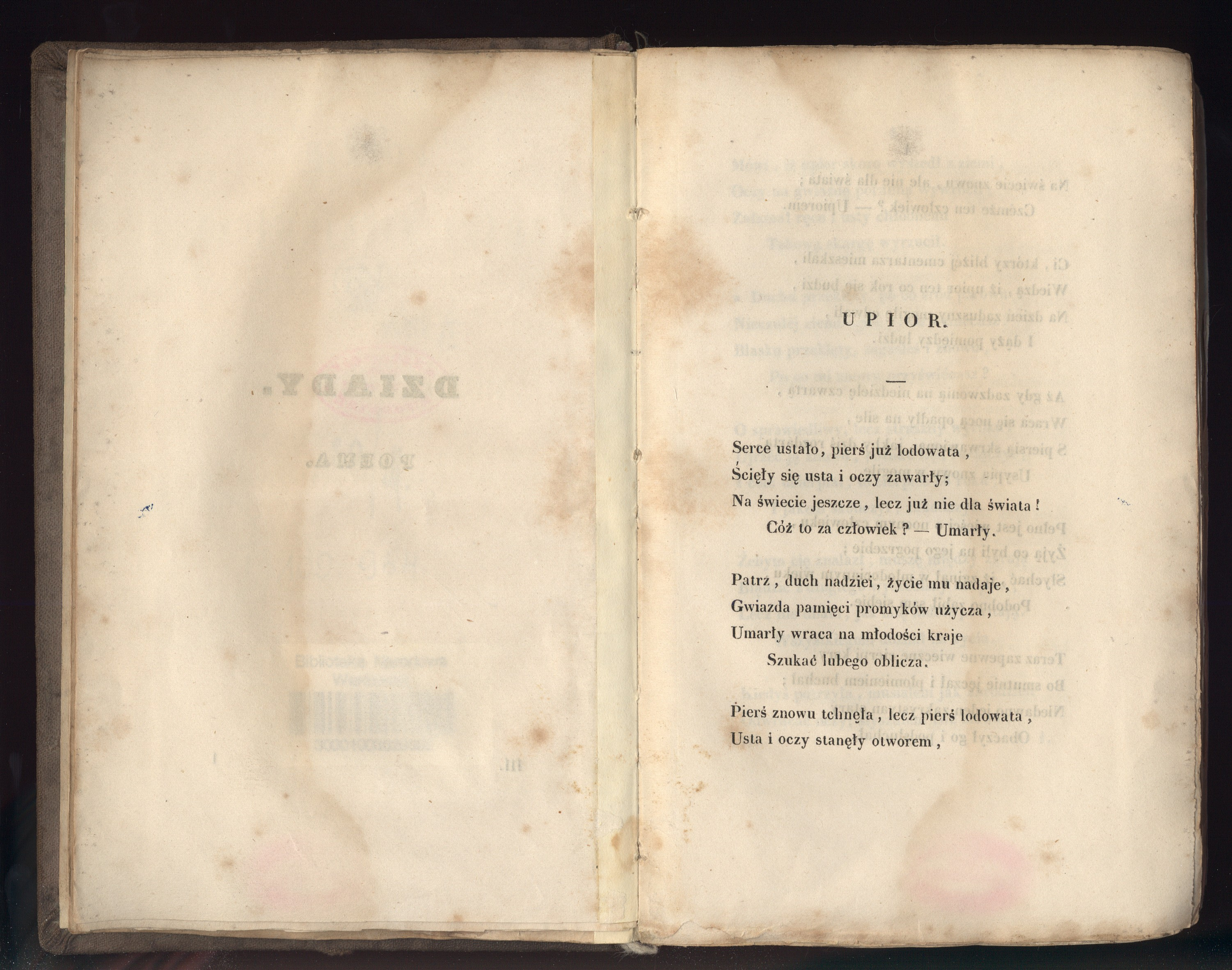
Początek utworu, wyd. 1829

Upiór – wiersz Adama Mickiewicza składający się z dwudziestu czterech strof, poprzedzający cykl dramatów, opatrzonych wspólnym tytułem Dziady. Wiersz opublikowany został w 1823 roku w tomie Poezji wraz z dramatami Dziady część II i Dziady część IV.
Wiersz opowiada dzieje nieszczęśliwej miłości, która to tematyka stanowi jeden z wątków II części Dziadów, a także zasadniczą treść części IV Dziadów.
Tytułowy upiór to powracający z zaświatów duch młodzieńca, który zmarł śmiercią samobójczą. Powodem samobójstwa, była nieszczęśliwa, niespełniona miłość.
Po śmierci błąka się pomiędzy światem żywych i światem umarłych. Co roku wychodzi z grobu, snując się po ziemi, by ponownie przeżyć ten cały wielki ból, który nigdy tak naprawdę nie minął.
Kolejne strofy Mickiewiczowskiego wiersza, szczególnie te, w których bohater sam dochodzi do głosu, pokazują ogrom cierpienia związanego z niespełnioną miłością.